# اگینگن
اگینگن (به آلمانی: Eggingen) یک شهر در آلمان است که در Waldshut واقع شده‌است. اگینگن ۱٬۷۱۱ نفر جمعیت دارد.